# أشرطة أندرسون (فلم)
أشرطة أندرسون (بالإنجليزية: The Anderson Tapes) فيلم الجريمة والأكشن والإثارة الأمريكي لعام 1971 من إخراج سيدني لوميت وبطولة شون كونري ويضم ديان كانون ومارتن بلسم وآلان كينج. كتب السيناريو فرانك بيرسون، استنادًا إلى رواية عام 1970 الأكثر مبيعًا والتي تحمل نفس العنوان من تأليف لورانس ساندرز. وضع موسيقى الفيلم كوينسي جونز. أشرطة أندرسون هو أول فيلم روائي طويل لكريستوفر والكن، وأول فيلم رئيسي يركز على انتشار المراقبة الإلكترونية، من الكاميرات الأمنية في الأماكن العامة إلى أجهزة التسجيل المخفية.
صدر الفيلم إلى دور العرض الأمريكية في 17 يونيو 1971.

## طاقم التمثيل
شون كونري: في دور روبرت «ديوك» أندرسون
ديان كانون: في دور إنجريد إيفرلي
مارتن بلسم: في دور تومي هاسكينز
رالف ميكر: في دور الكابتن ديلاني
آلان كينج: في دور بات أنجيلو
ديك أنتوني ويليامز: في دور إدوارد سبنسر
فال أفيري: في دور روكو باريلي
غاريت موريس: في دور الرقيب إيفرسون
ستان جوتليب: في دور وليام بوب مايرهوف
كريستوفر والكن: في دور الولد
كونراد باين: في دور دكتور روبيكوف
مارجريت هاميلتون: في دور ملكة جمال كالر
أنتوني هولاند: في دور الطبيب النفساني
سكوت جاكوبي: في دور جيري بينغهام
جوديث لوري: في دور السيدة هاثاواي
ميج مايلز: في دور السيدة لونجين
نورمان روز: في دور لونجين
ماكس شوالتر: في دور بينغهام
جانيت وارد: في دور السيدة بينغهام
بول بنيامين: في دور جيمي
ريتشارد ب. شول: في دور ويرنر

## أحداث الفيلم
يطلق سراح فاتح الخزائن جون «ديوك» أندرسون (شون كونري) بعد عشر سنوات في السجن، ويجدد علاقته مع صديقته القديمة، إنغريد (ديان كانون) التي تعيش في مبنى سكني يخص الطبقة الراقية في مانهاتن. يقرر أندرسون، على الفور تقريبًا، السطو على المبنى بأكمله في عملية اكتساح واحدة - وملء شاحنة أثاث بالغنائم. يحصل أندرسون على تمويل من رئيس المافيا، ويجمع طاقمه المكون من أربعة أفراد. يضم أيضًا المخادع القديم «بوب» (ستان جوتليب) الذي التقى به أندرسون في السجن، والذي سيلعب دور حارس المبنى بينما الشخص الحقيقي مقيد ومكمم في القبو.
يدخل أندرسون، عن غير قصد، إلى عالم المراقبة المنتشرة - حيث يرى الوكلاء والكاميرات والأخطاء وأجهزة التتبع للعديد من الوكالات العامة والخاصة العملية بأكملها تقريبًا من التخطيط الأول إلى التنفيذ. مع تقدم أندرسون بالمخطط، ينتقل من مراقبة مجموعة إلى أخرى مع تغير المواقع أو الأفراد. ومن بين هؤلاء محقق خاص استأجره الثري فيرنر للتنصت على عشيقته إنغريد، التي تصادف أنها صديقة أندرسون؛ ومراقبة دائرة الاستخبارات الاتحادية البريطانية.
تبدأ العملية خلال عطلة نهاية الأسبوع في عيد العمال، حيث يتنكر المهاجمين في زي طاقم ماي فلاور، يقطع الفريق أسلاك الهاتف والإنذار، ويجمعوا السكان أثناء ذهابهم وسرقة كل شقة. يجد الفريق الشاب جيمي (بول بنيامين)، وهو ابن لاثنين من السكان وهو مصاب بشلل نصفي وربو، ويترك الفريق جيمي في غرفته المكيفة، ولكنه يستخدم جهاز لاسلكي للهواة، ويتصل بهواة راديو آخرين، في ولايات أخرى، ومن ثم يتصلون بالشرطة. وهكذا يتم إطلاق الإنذار، وبينما يعمل المجرمون، تحشد الشرطة قوات هائلة في الخارج لمنع هروبهم وإرسال فريق عبر سطح مجاور. يتم تبادل إطلاق النار واصابة بعض المهاجمين والقبض على الباقيين. أثناء تفتيش المبنى، تكتشف الشرطة بعض أجهزة التنصت التي خلفها المحقق الخاص، ولتجنب الإحراج بسبب الفشل في اكتشاف السرقة، وتأمر كل وكالة بمسح شرائطها.

## استقبال الفيلم
حقق الفيلم 5 ملايين دولار من إيجارات الولايات المتحدة وكندا.
وصف روجر جرينسبون من صحيفة نيويورك تايمز الفيلم بأنه «حسن ومسلي»، وأشار إلى اتجاه لوميت من خلال كتابته «تظهر جودة الاحتراف في مظاهر جميلة إلى حد ما لرفع فيلم مثالي بأي حال من الأحوال إلى مستوى من الكفاءة الذكية ليس بعيدًا عن متناول الفن».
استمتع روجر إيبرت بالفيلم لكنه وصف تأكيد لوميت على المراقبة الإلكترونية بأنه «عيب هيكلي خطير». كتب أندرو ساريس من «فيلج فويس» أنه لم يكن هناك سوى «إحدى عشرة دقيقة جيدة فيه»، واصفًا بقية الفيلم بأنه «مرتبك وغير مؤكد».
منح موقع الطماطم الفاسدة الفيلم تقييماً مقداره 74% بناءاً على آراء 19 ناقداً سينمائياً.
منح موقع ميتاكريتيك الفيلم تقييماً مقداره 61% بناءاً على آراء 12 ناقداً سينمائياً.
منح موقع قاعدة بيانات الأفلام على الإنترنت الفيلم درجة 6.4/ 10.

## روابط خارجية
- مقالات تستعمل روابط فنية بلا صلة مع ويكي بيانات

https://www.imdb.com/title/tt0066767/ أشرطة أندرسون (فيلم)
https://www.rottentomatoes.com/m/anderson_tapes أشرطة أندرسون (فيلم)
https://www.allmovie.com/movie/the-anderson-tapes-v2225 أشرطة أندرسون (فيلم)
https://www.tcm.com/tcmdb/title/3791/the-anderson-tapes#overview أشرطة أندرسون (فيلم)
https://www.boxofficemojo.com/release/rl3645081089/ أشرطة أندرسون (فيلم)
https://catalog.afi.com/Catalog/moviedetails/54027 أشرطة أندرسون (فيلم)